# Middleton Pope Barrow
Middleton Pope Barrow, född 1 augusti 1839 i Oglethorpe County, Georgia, död 23 december 1903 i Savannah, Georgia, var en amerikansk demokratisk politiker och jurist. Han representerade delstaten Georgia i USA:s senat 1882-1883.
Barrow avlade 1860 juristexamen vid University of Georgia. Han deltog sedan i amerikanska inbördeskriget i Amerikas konfedererade staters armé. Han var delegat till Georgias konstitutionskonvent år 1877.
Senator Benjamin Harvey Hill avled 1882 i ämbetet och efterträddes av Barrow. Han kandiderade inte till omval och efterträddes 1883 av Alfred H. Colquitt.
Barrow tjänstgjorde i en domarbefattning i Georgia från 1902 fram till sin död. Hans grav finns på familjekyrkogården i Oglethorpe County.